# Hyperion Theatrical Productions
Hyperion Theatrical Productions är det andra Disneyägda produktionsbolaget för scenuppsättningar. Dess första produktion var Aida som gick upp på Broadway år 2000. Hittills har ingen uppsättning nått Sverige.

## Produktion

### Aida
- Ursprung: Aida av Giuseppe Verdi
- Världspremiär: 2000 på Broadway, New York, USA

### Spellbound
- Ursprung: Dokumentärfilmen med samma namn
- Världspremiär: Tidigast under 2006.